# Hersilia madagascariensis
Hersilia madagascariensis är en spindelart som först beskrevs av Jörg Wunderlich 2004.  Hersilia madagascariensis ingår i släktet Hersilia och familjen Hersiliidae. Inga underarter finns listade i Catalogue of Life.